# Moteur V8 F154 Ferrari-Maserati
Pour les articles homonymes, voir Ferrari et Maserati (homonymie).
Le moteur V8 F154 Ferrari-Maserati est une gamme de moteur à essence 8 cylindres en V à injection directe bi-turbo modulaire, des constructeurs automobiles italiens Ferrari et Maserati (du groupe Fiat) fabriqués depuis 2013 par l'usine Ferrari de Maranello,.

## Historique

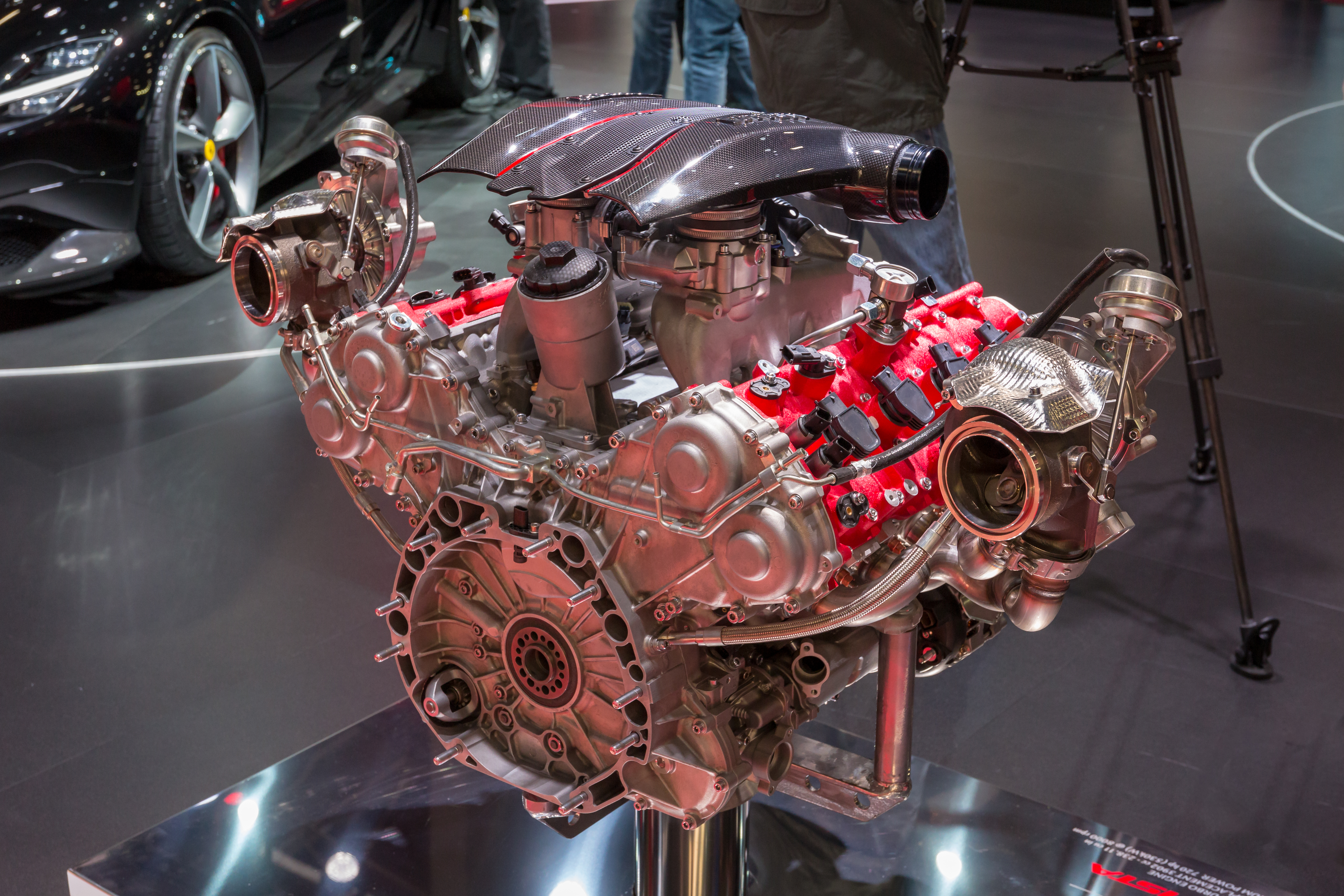

Enzo Ferrari (1898-1988) conçoit et industrialise une gamme de moteurs Ferrari Dino V6 et V8, de sa filiale Dino, créée en 1964 en hommage posthume à son fils hériter Dino Ferrari (1932-1956), pour motoriser en parallèle de sa gamme de moteur V12, des GT et berlinettes Ferrari et Scuderia Ferrari (liste des automobiles Ferrari).
Ce moteur V8 à 90° est en aluminium, avec injection directe, double arbre à cames en tête 32 soupapes, et double turbo IHI modulaire. Il succède aux moteurs V8 Ferrari F120, Ferrari F131, et Ferrari-Maserati F136, pour motoriser depuis 2013, divers modèles de Ferrari, Maserati, et Alfa Romeo (du groupe Fiat) en motorisation de base ou en option, avec diverses variantes de cylindrées (2,9 à 4 L) et de puissances (530 à 780 ch).
Cette gamme de moteurs V8 cohabite à la vente avec les modèles à moteur V12 F140 Ferrari-Maserati de 2002.

### Ferrari routière GT
- F154 B : California T (Turbo), Ferrari 488, GTC4Lusso T (Turbo), Portofino, Roma.
- F154 C : Ferrari 488, F8 Tributo, SP48 Unica.
- F154 F : Ferrari SF90 Stradale.

### Maserati routière GT
- F154 A : Maserati Ghibli III, Quattroporte VI, Maserati Levante.

### Alfa Romeo routière GT
- 690T (version V6) : Alfa Romeo Giulia, Alfa Romeo Stelvio Quadrifoglio.

Quelques modèles à moteur V8 F154
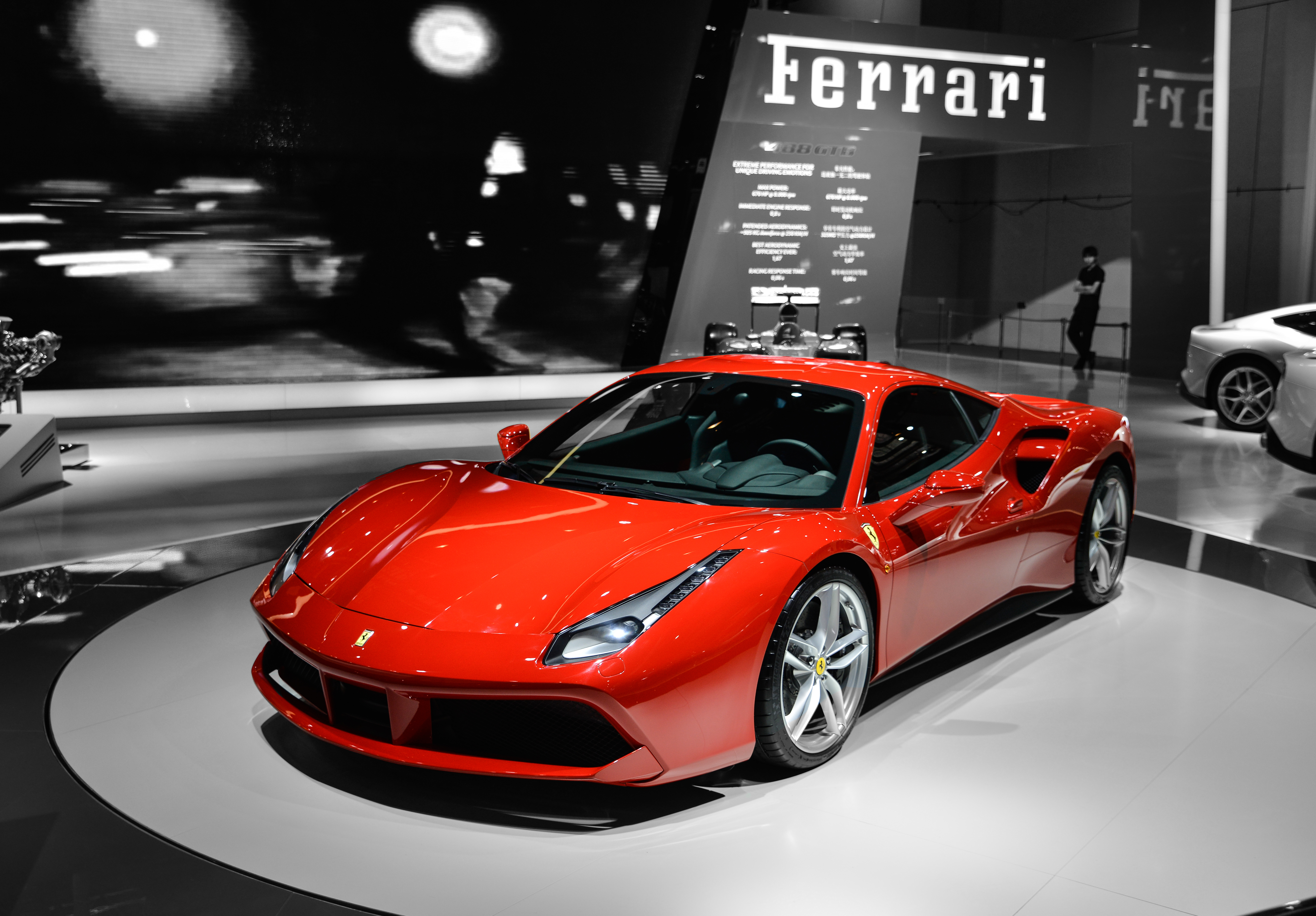
Ferrari 488 GTB.
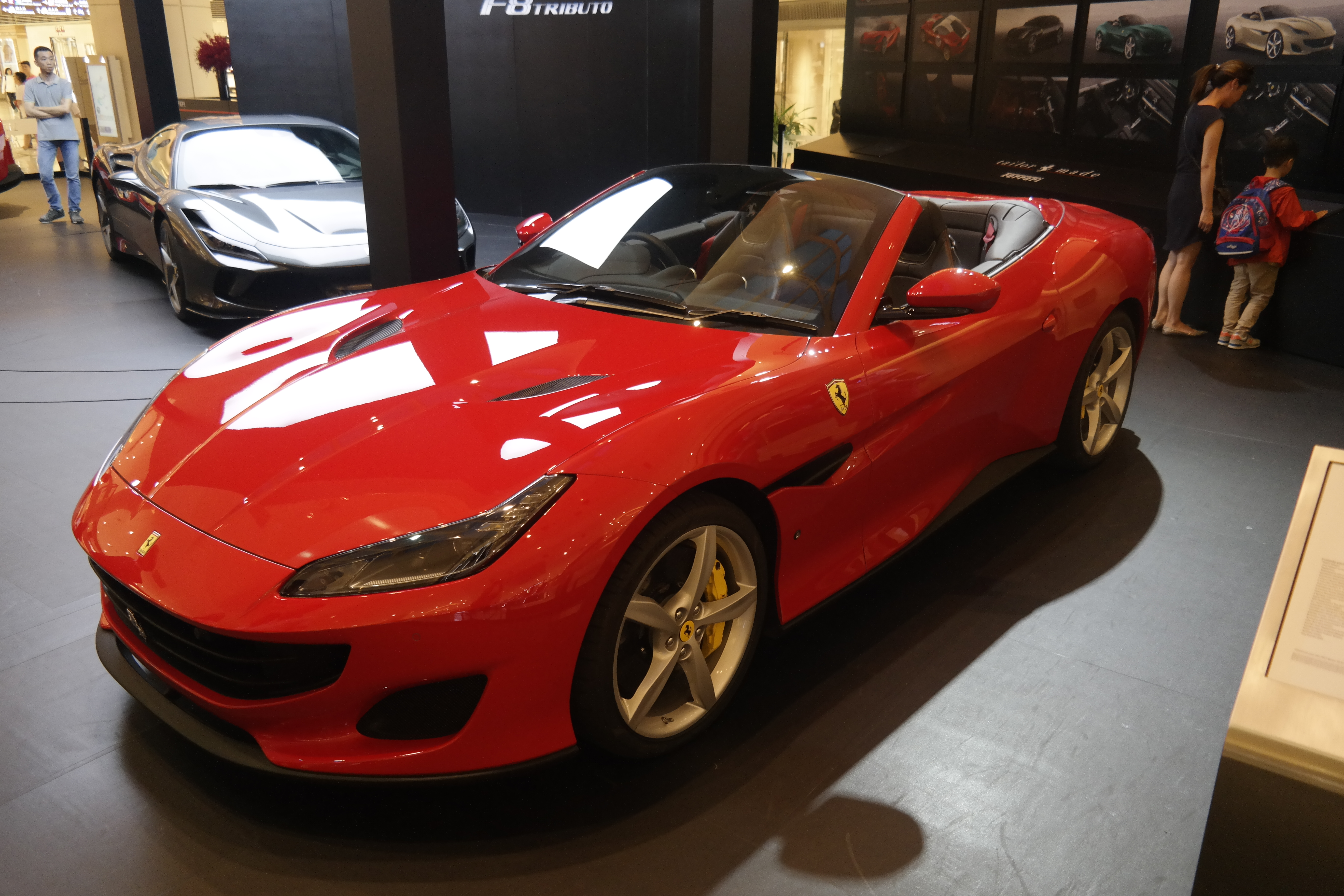
Ferrari Portofino.
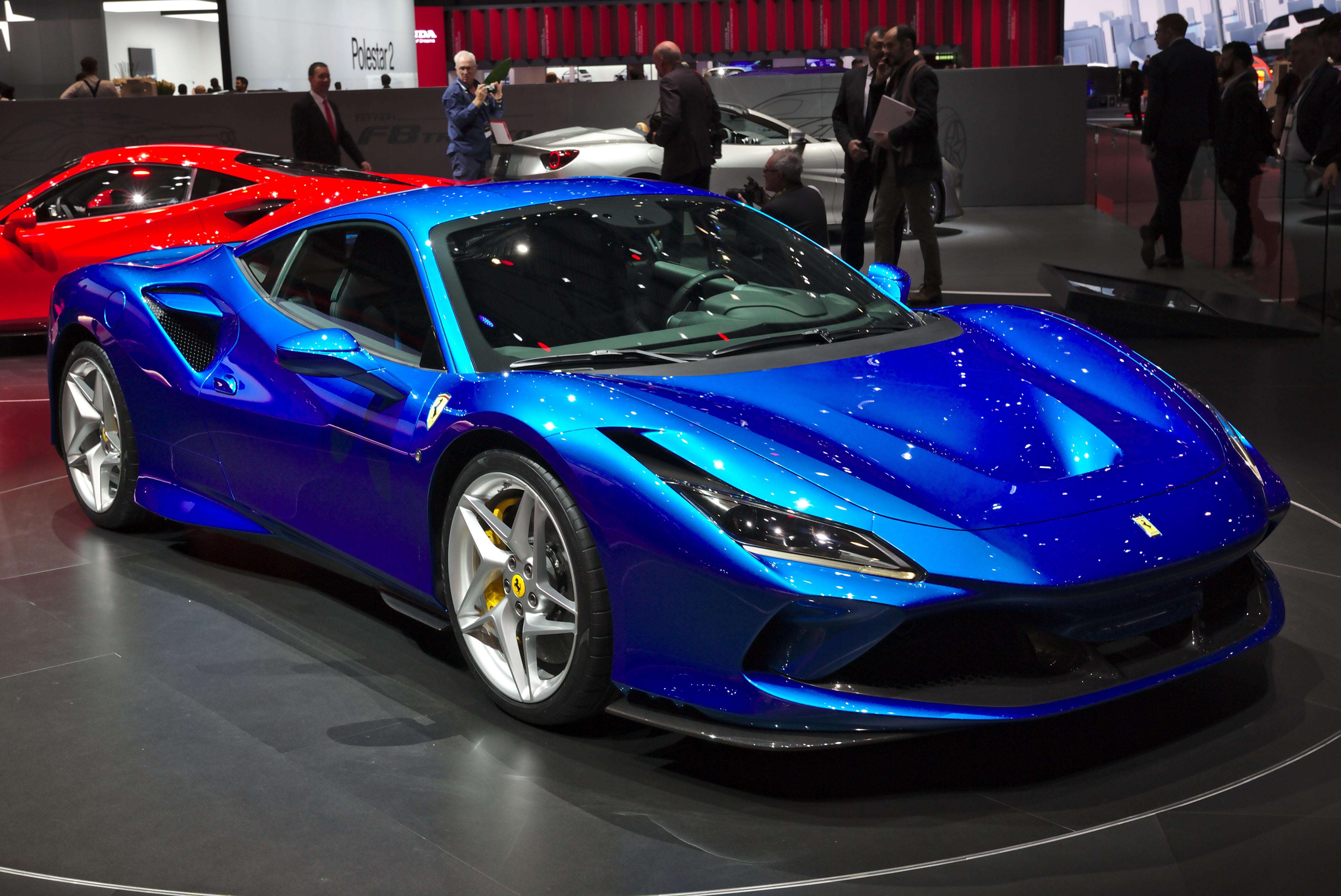
Ferrari F8 Tributo.
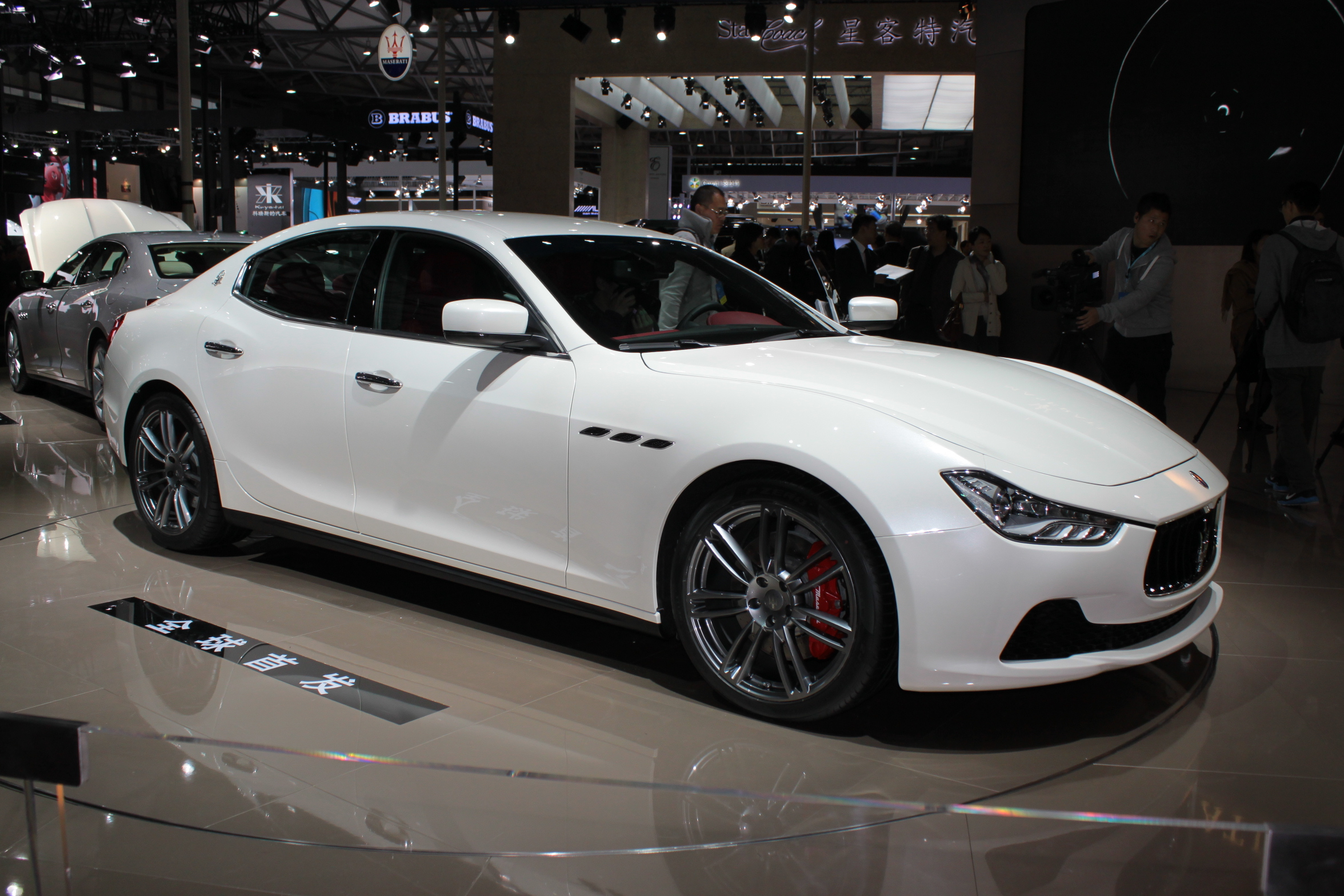
Maserati Ghibli III.

## Compétition

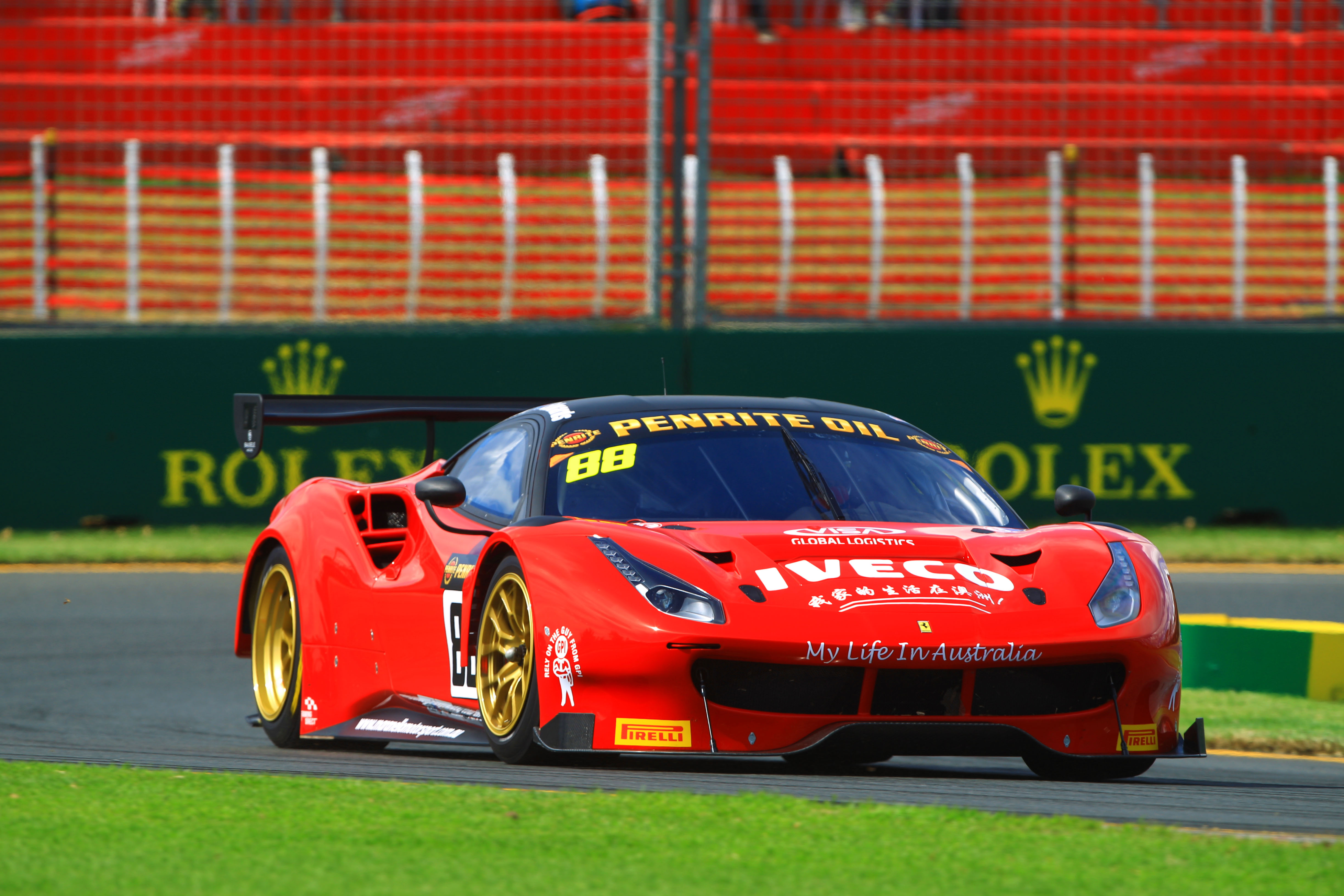
Ferrari 488 GT3 à l'Australian GT Championship 2016.

La Ferrari 488 GT3 à moteur V8 F154 participe aux compétitions de Groupe GT3, avec entre autres une victoire aux 24 Heures de Spa 2021. 